# كوهي تاكاياناغي
كوهي تاكاياناغي (باليابانية: 高柳 昂平) (مواليد 14 أبريل 1994) هو لاعب كرة قدم ياباني.

## وصلات خارجية
- كوهي تاكاياناغي على موقع رابطة كرة القدم اليابانية للمحترفين (اليابانية)
- كوهي تاكاياناغي على موقع قاعدة بيانات كرة القدم.إي يو (الإنجليزية)
- كوهي تاكاياناغي على موقع Soccerway.com (الإنجليزية)